# Nördliche Ostalpen
Die Nördlichen Ostalpen oder einfach Nordalpen sind ein Teil der Ostalpen, der dem Alpenhauptkamm parallel vorgelagert ist. Sie erstrecken sich über etwa 500 km vom Vorarlberger Rheintal bis Wien und sind bis zu 50 km breit. Sie sind einer von vier Hauptteilen der Alpenvereinseinteilung der Ostalpen (AVE) und einer von drei Sektoren der Ostalpen in der internationalen vereinheitlichten orographischen Einteilung der Alpen (SOIUSA) nach Sergio Marazzi.

## Begriffsklärung
Die Definition und Umgrenzung der Nördlichen Ostalpen orientiert sich sowohl nach geologischen als auch geografischen Kriterien. Außer den Nordalpen umfassen die Ostalpen gemäß der üblichen Dreiteilung noch die Zentralen Ostalpen (Zentralalpen) und die Südlichen Ostalpen (Südalpen). In Deutschland, wo der Alpenanteil überwiegend aus Kalken besteht, werden die Begriffe „Kalkalpen“ und „Nordalpen“ weitgehend synonym verwendet, generell sind die Nördlichen Kalkalpen aber nur ein Teil der Nordalpen.

## Einteilung der Nördlichen Ostalpen
Die Einteilung der Ostalpen parallel zum Verlauf des Hauptkamms in der Längsrichtung ist geografisch und geologisch sinnvoll. Denn im Gegensatz zu vielen anderen Gebirgen der Welt werden die Ostalpen durch eine Reihe von Längstälern geprägt. Dazu gehören das Inntal, das Salzachtal, das Ennstal und das Murtal. Die geologische Grenze zwischen den Nördlichen Kalkalpen und den Zentralalpen folgt auf weiten Strecken diesen Längstälern, daher wird auch die orographische und touristische Grenze zwischen den Nördlichen Ostalpen und den Zentralen Ostalpen entlang dieser Linie gelegt.

### Verlauf der Gebirgszüge
Die Nördlichen Ostalpen erstrecken sich vom Alpenrheintal in einer Breite von 25 bis 45 km durch Vorarlberg, Tirol, die bayerischen Bezirke Schwaben und Oberbayern, durch Salzburg, die nördliche Steiermark, Ober- und Niederösterreich.
Die Gipfelhöhen der Nördlichen Ostalpen sind zwischen Alpenrhein und Steiermark im Wesentlichen bei etwa 2700–3000 m konstant und nehmen dann ostwärts gegen das Wiener Becken bis auf rund 2000 m ab. Die hohen Ketten der Nördlichen Kalkalpen werden nördlich von den niedrigeren, bewaldeten, etwa 1700 m hohen Voralpen begleitet.

### Territoriale Gliederung
Anteil an den Nördlichen Ostalpen haben vor allem Österreich, aber auch Deutschland.
In Österreich haben die Bundesländer Vorarlberg, Tirol, Salzburg, Oberösterreich, Steiermark, Niederösterreich und Wien Anteil an den Nördlichen Ostalpen.
In Deutschland hat nur der Freistaat Bayern Anteil an den Nördlichen Ostalpen. Bayern ist das einzige deutsche Bundesland, das Anteil an den Alpen insgesamt hat. Das Bundesland Baden-Württemberg hat nur dann einen kleinen Anteil an den Nördlichen Ostalpen, wenn die Nordgrenze der Allgäuer Alpen nicht im engeren Sinne (also zwischen Immenstadt und Oberstaufen), sondern in einem weiteren Sinne gezogen wird und die Erhebung des Adelegg bei Isny mit einschließt.
In Vorarlberg befinden sich die folgenden Untergruppen der Nördlichen Ostalpen: Bregenzerwaldgebirge (ganz), Allgäuer Alpen (teilweise), Lechquellengebirge (ganz), Lechtaler Alpen (teilweise).
In Tirol befinden sich die folgenden Untergruppen der Nördlichen Ostalpen:
Allgäuer Alpen (teilweise), Lechtaler Alpen (teilweise), Wettersteingebirge (teilweise), Mieminger Kette (ganz), Karwendel (teilweise), Rofangebirge (ganz), Ammergauer Alpen (teilweise), Bayerische Voralpen (teilweise), Kaisergebirge (ganz), Loferer und Leoganger Steinberge (teilweise), Chiemgauer Alpen (teilweise).
In Salzburg befinden sich die folgenden Untergruppen der Nördlichen Ostalpen:
Loferer und Leoganger Steinberge (teilweise), Berchtesgadener Alpen (teilweise), Chiemgauer Alpen (teilweise), Salzburger Schieferalpen (teilweise), Tennengebirge (ganz), Dachsteingebirge (teilweise), Salzkammergut-Berge (teilweise).
In Oberösterreich befinden sich die folgenden Untergruppen der Nördlichen Ostalpen:
Dachsteingebirge (teilweise), Totes Gebirge (teilweise), Ennstaler Alpen (teilweise), Salzkammergut-Berge (teilweise), Oberösterreichische Voralpen (teilweise), Ybbstaler Alpen (teilweise).
In der Steiermark befinden sich die folgenden Untergruppen der Nördlichen Ostalpen:
Salzburger Schieferalpen (teilweise), Dachsteingebirge (teilweise), Totes Gebirge (teilweise), Ennstaler Alpen (teilweise), Hochschwab-Gruppe (ganz), Mürzsteger Alpen (teilweise), Rax-Schneeberg-Gruppe (teilweise), Ybbstaler Alpen (teilweise), Türnitzer Alpen (teilweise).
In Niederösterreich befinden sich die folgenden Untergruppen der Nördlichen Ostalpen:
Oberösterreichische Voralpen (teilweise), Rax-Schneeberg-Gruppe (teilweise), Ybbstaler Alpen (teilweise), Mürzsteger Alpen (teilweise), Türnitzer Alpen (teilweise), Gutensteiner Alpen (ganz), Wienerwald (ganz).
Das Bundesland Wien hat nur Anteil am Wienerwald und teilt diese Untergruppe mit Niederösterreich.
In Bayern befinden sich die folgenden Untergruppen der Nördlichen Ostalpen:
Allgäuer Alpen (teilweise), Wettersteingebirge (teilweise), Karwendel (teilweise), Ammergauer Alpen (teilweise), Bayerische Voralpen (teilweise), Berchtesgadener Alpen (teilweise), Chiemgauer Alpen (teilweise)

### Gebirgsgruppen nach der AVE
Eine Definition der Nördlichen Ostalpen und ihrer Unterteilung in einzelne Gebirgsgruppen erfolgt nach Alpenvereinseinteilung der Ostalpen (AVE).
Nach dieser werden die Nördlichen Ostalpen in die folgenden Untergruppen unterteilt (die Reihenfolge und Nummerierung der Untergruppen verläuft von West nach Ost):

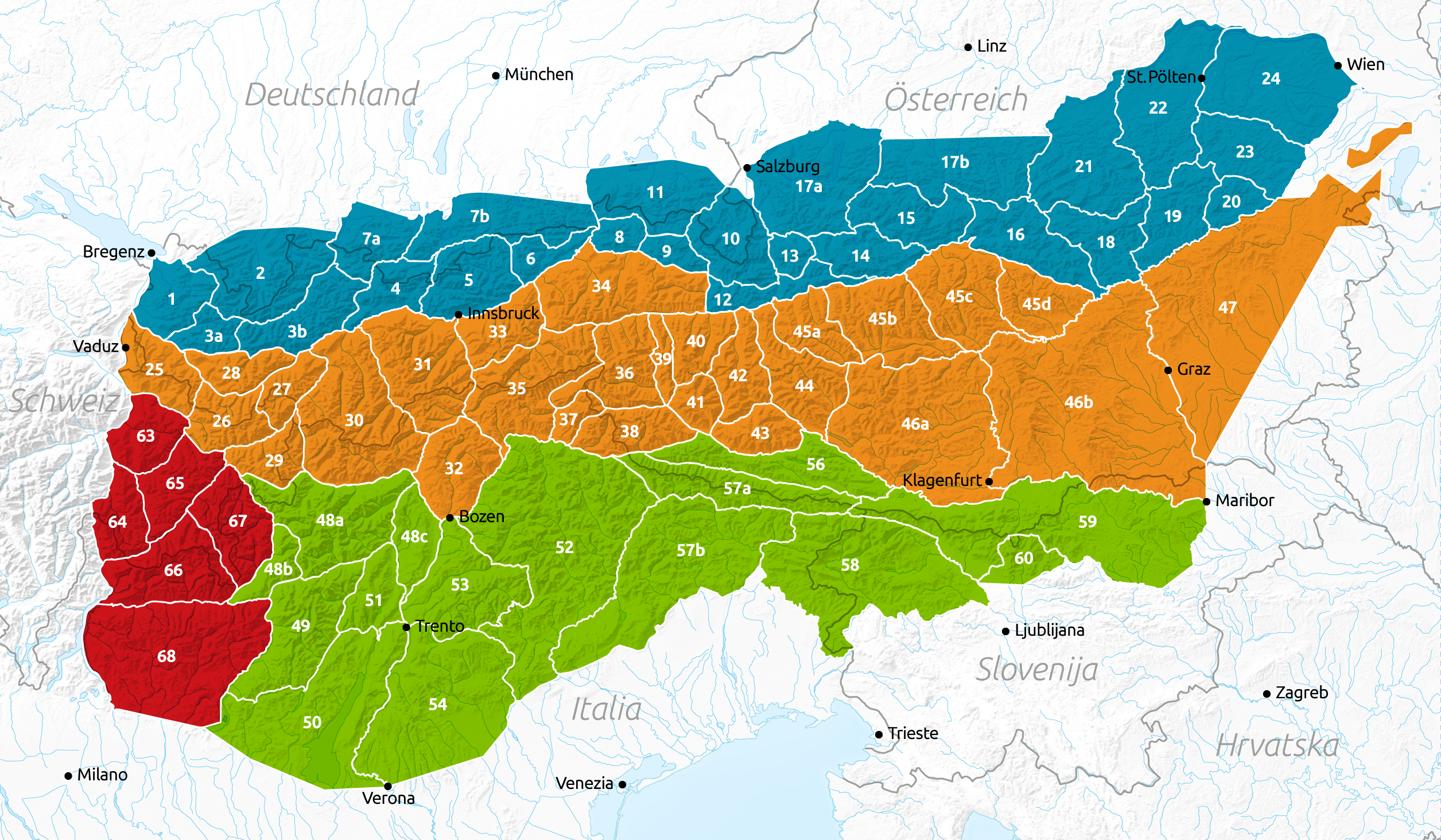
Übersichtskarte der Ostalpen mit der Alpenvereinseinteilung und -nummerierung
Nördliche Ostalpen
Zentrale Ostalpen
Südliche Ostalpen
Westliche Ostalpen Die Nummerierung entspricht der Liste der Gebirgsgruppen in den Ostalpen (nach AVE).

| Nr. | Untergruppe                            | höchster Berg               | Höhe (m) |
| --- | -------------------------------------- | --------------------------- | -------- |
| 1   | Bregenzerwaldgebirge                   | Glatthorn (Flyschzone)      | 2133     |
| 2   | Allgäuer Alpen                         | Großer Krottenkopf          | 2657     |
| 3a  | Lechquellengebirge                     | Untere Wildgrubenspitze     | 2753     |
| 3b  | Lechtaler Alpen                        | Parseierspitze              | 3036     |
| 4   | Wettersteingebirge und Mieminger Kette | Zugspitze                   | 2962     |
| 5   | Karwendel                              | Birkkarspitze               | 2749     |
| 6   | Brandenberger Alpen oder Rofangebirge  | Hochiss                     | 2299     |
| 7a  | Ammergauer Alpen                       | Daniel                      | 2340     |
| 7b  | Bayerische Voralpen                    | Krottenkopf im Estergebirge | 2086     |
| 8   | Kaisergebirge                          | Ellmauer Halt               | 2344     |
| 9   | Loferer und Leoganger Steinberge       | Birnhorn                    | 2634     |
| 10  | Berchtesgadener Alpen                  | Hochkönig                   | 2941     |
| 11  | Chiemgauer Alpen                       | Sonntagshorn                | 1960     |
| 12  | Salzburger Schieferalpen               | Hundstein (Grauwackenzone)  | 2117     |
| 13  | Tennengebirge                          | Raucheck                    | 2431     |
| 14  | Dachsteingebirge                       | Hoher Dachstein             | 2995     |
| 15  | Totes Gebirge                          | Großer Priel                | 2513     |
| 16  | Ennstaler Alpen                        | Hochtor                     | 2365     |
| 17a | Salzkammergut-Berge                    | Gamsfeld                    | 2028     |
| 17b | Oberösterreichische Voralpen           | Hoher Nock                  | 1963     |
| 18  | Hochschwab-Gruppe                      | Hochschwab                  | 2277     |
| 19  | Mürzsteger Alpen                       | Hohe Veitsch                | 1982     |
| 20  | Rax-Schneeberg-Gruppe                  | Schneeberg                  | 2076     |
| 21  | Ybbstaler Alpen                        | Hochstadl                   | 1919     |
| 22  | Türnitzer Alpen                        | Großer Sulzberg             | 1400     |
| 23  | Gutensteiner Alpen                     | Reisalpe                    | 1399     |
| 24  | Wienerwald                             | Schöpfl (Flyschzone)        | 893      |

### Abschnitte nach SOIUSA

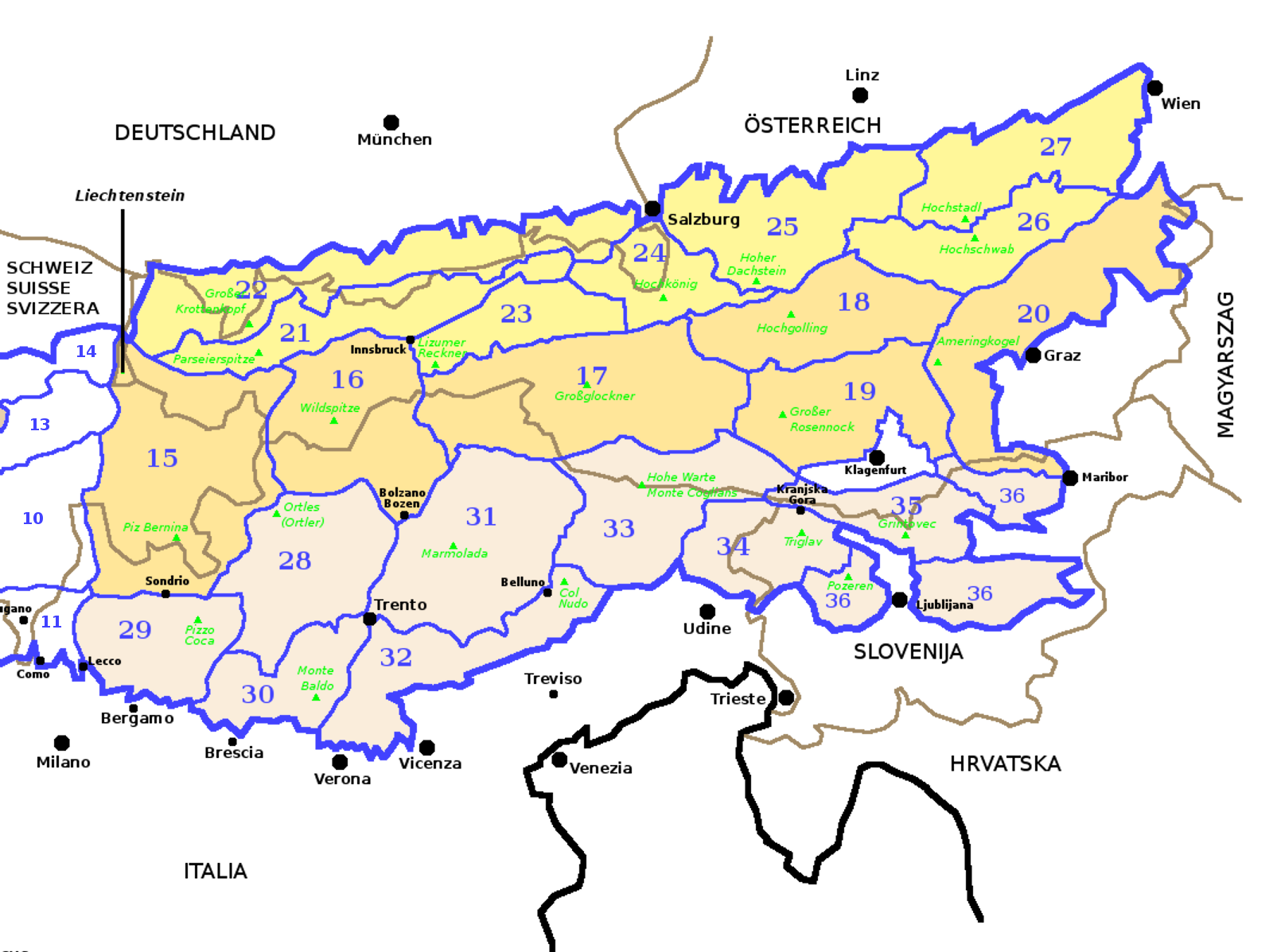
Übersichtskarte der Ostalpen mit der Einteilung und Nummerierung nach SOIUSA.

Die internationalen vereinheitlichten orographischen Einteilung der Alpen (SOIUSA) teilt die Nördlichen Ostalpen in sieben Abschnitte ein:
| Nummer | Name                                     |
| ------ | ---------------------------------------- |
| 21     | Nordtiroler Kalkalpen                    |
| 22     | Bayerische Alpen                         |
| 23     | Tiroler Schieferalpen                    |
| 24     | Salzburger Nordalpen                     |
| 25     | Oberösterreichisch Salzkammerguter Alpen |
| 26     | Steirische Nordalpen                     |
| 27     | Niederösterreichische Nordalpen          |

Die Tiroler Schieferalpen werden nur nach SOIUSA zu den Nördlichen Ostalpen gezählt, bei der AVE sind sie Teil der Zentralen Ostalpen.

## Gipfel
Der höchste Gipfel der Nördlichen Ostalpen ist die Parseierspitze, 3036 m ü. A., in den Lechtaler Alpen.

### Die prominentesten Gipfel der Nördlichen Ostalpen
Trotz ihrer im Vergleich zu den zentralen Ostalpen, Südalpen und Westalpen deutlich geringeren Maximalhöhen befinden sich unter den Gipfeln der Nördlichen Kalkalpen viele besonders prominente Berge mit bedeutenden Schartenhöhen, darunter neun sog. Ultra Prominent Peaks, deren Schartenhöhe mindestens 1500 Meter beträgt. Der Hochkönig ist der sechstprominenteste Berg der Alpen und der prominenteste außerhalb der Zentralalpen.
Die folgende Liste führt die 20 prominentesten Berge der Nördlichen Ostalpen auf. Der höchste Gipfel der Nördlichen Ostalpen, die Parseierspitze, bekleidet in dieser Aufstellung lediglich den 19. Rang.
| Nr. | Gipfel                    | Gebirgsgruppe         | Höhe (m) | Schartenhöhe (m) | Bezugsscharte                    | Prominence Master | Island Parent |
| --- | ------------------------- | --------------------- | -------- | ---------------- | -------------------------------- | ----------------- | ------------- |
| 1   | Hochkönig                 | Berchtesgadener Alpen | 2941     | 2181             | Bei Zell am See (760 m)          | Großglockner      | Mont Blanc    |
| 2   | Hoher Dachstein           | Dachsteingebirge      | 2995     | 2136             | Eben im Pongau (859 m)           | Großglockner      | Mont Blanc    |
| 3   | Zugspitze                 | Wettersteingebirge    | 2962     | 1750             | Westl. vom Fernpass (1212 m)     | Finsteraarhorn    | Mont Blanc    |
| 4   | Großer Priel              | Totes Gebirge         | 2515     | 1705             | beim Knoppenmoos (810 m)         | Hoher Dachstein   | Mont Blanc    |
| 5   | Birnhorn                  | Leoganger Steinberge  | 2634     | 1665             | Hochfilzen (969 m)               | Großglockner      | Mont Blanc    |
| 6   | Birkkarspitze             | Karwendel             | 2749     | 1564             | Seefelder Sattel (1185 m)        | Zugspitze         | Mont Blanc    |
| 7   | Ellmauer Halt             | Kaisergebirge         | 2344     | 1551             | Östl. von Ellmau (793 m)         | Großglockner      | Mont Blanc    |
| 8   | Hochtor                   | Ennstaler Alpen       | 2369     | 1520             | Schoberpass (849 m)              | Großglockner      | Mont Blanc    |
| 9   | Grimming                  | Dachsteingebirge      | 2351     | 1518             | bei Schrödis (833 m)             | Großer Priel      | Großer Priel  |
| 10  | Raucheck                  | Tennengebirge         | 2430     | 1463             | St. Martin (967 m)               | Hoher Dachstein   |               |
| 11  | Großer Buchstein          | Ennstaler Alpen       | 2224     | 1363             | Buchauer Sattel (861 m)          | Großer Priel      |               |
| 12  | Hochiss                   | Brandenberger Alpen   | 2299     | 1359             | „Lärchenwiese“ (940 m)           | Birkkarspitze     |               |
| 13  | Klosterwappen             | Rax-Schneeberg-Gruppe | 2076     | 1348             | Kalte Kuchl (728 m)              | Hochtor           |               |
| 14  | Großes Ochsenhorn         | Loferer Steinberge    | 2511     | 1309             | Römersattel (1202 m)             | Birnhorn          |               |
| 15  | Großer Höllkogel          | Höllengebirge         | 1862     | 1294             | Stehrerau (568 m)                | Hoher Dachstein   |               |
| 16  | Großer Pyhrgas            | Ennstaler Alpen       | 2244     | 1290             | Pyhrnpass (954 m)                | Großer Priel      |               |
| 17  | Berchtesgadener Hochthron | Berchtesgadener Alpen | 1972     | 1279             | Hallthurm (693 m)                | Hochkönig         |               |
| 18  | Tschirgant                | Mieminger Gebirge     | 2370     | 1263             | nördl. Holzleitensattel (1107 m) | Zugspitze         |               |
| 19  | Parseierspitze            | Lechtaler Alpen       | 3036     | 1243             | Arlbergpass (1793 m)             | Hoher Riffler     |               |
| 20  | Daniel                    | Ammergauer Alpen      | 2340     | 1233             | Lähn (1107 m)                    | Hoher Riffler     |               |

## Geologie
Die Nördlichen Kalkalpen machen einen großen Teil der Nördlichen Ostalpen aus. Diesen vorgelagert sind die Flyschzone, das Helvetische System und die Subalpine Molasse.
Die Kalkalpen sind mächtige Sedimente des Tethys aus dem Perm, hauptsächlich Trias, und Jura, sie gehören von der Entstehungsgeschichte her schon zur Afrikanischen Platte.
Die helvetischen Gesteine zählen zum alten europäischen Kontinentalrand der Kreidezeit und des Paläogen (Alttertiär), liegen überwiegend nördlich der Flyschzone und treten vor allem in den Westalpen auf, reichen aber auch nach Vorarlberg und in das Allgäu hinein, vereinzelt auch bis Wien.
Die Flyschzone entstand aus Ablagerungen einer Tiefseerinne, die sich beim Vorschub der Alpen nach Norden gleichzeitig zu den Gosau-Sedimenten (innerhalb der Kalkalpen) und dem Helvetikum bildete. Dabei wurden die Kalkalpen über den Flysch geschoben, und das Helvetikum von Kristallingrund abgeschert und ganz nach Norden verfrachtet.
Die Subalpine Molasse besteht aus Sedimenten, die beim Auffalten der Alpen während des Paläogens und des unteren Neogens in das damalige Vorland geschüttet wurden und später noch in die Alpenbildung einbezogen und verfestigt wurden. Auch sie reicht von der Schweiz über Vorarlberg ins Allgäu und nur vereinzelt ostwärts bis Niederösterreich.
Im Süden der Nördlichen Ostalpen vermittelt die Grauwackenzone zu den Zentralen Ostalpen, wobei Teile der Grauwackenzone (vor allem im Westen) auch schon zu den Zentralen Ostalpen gerechnet werden.

## Schutzgebiete

### Nationalparks

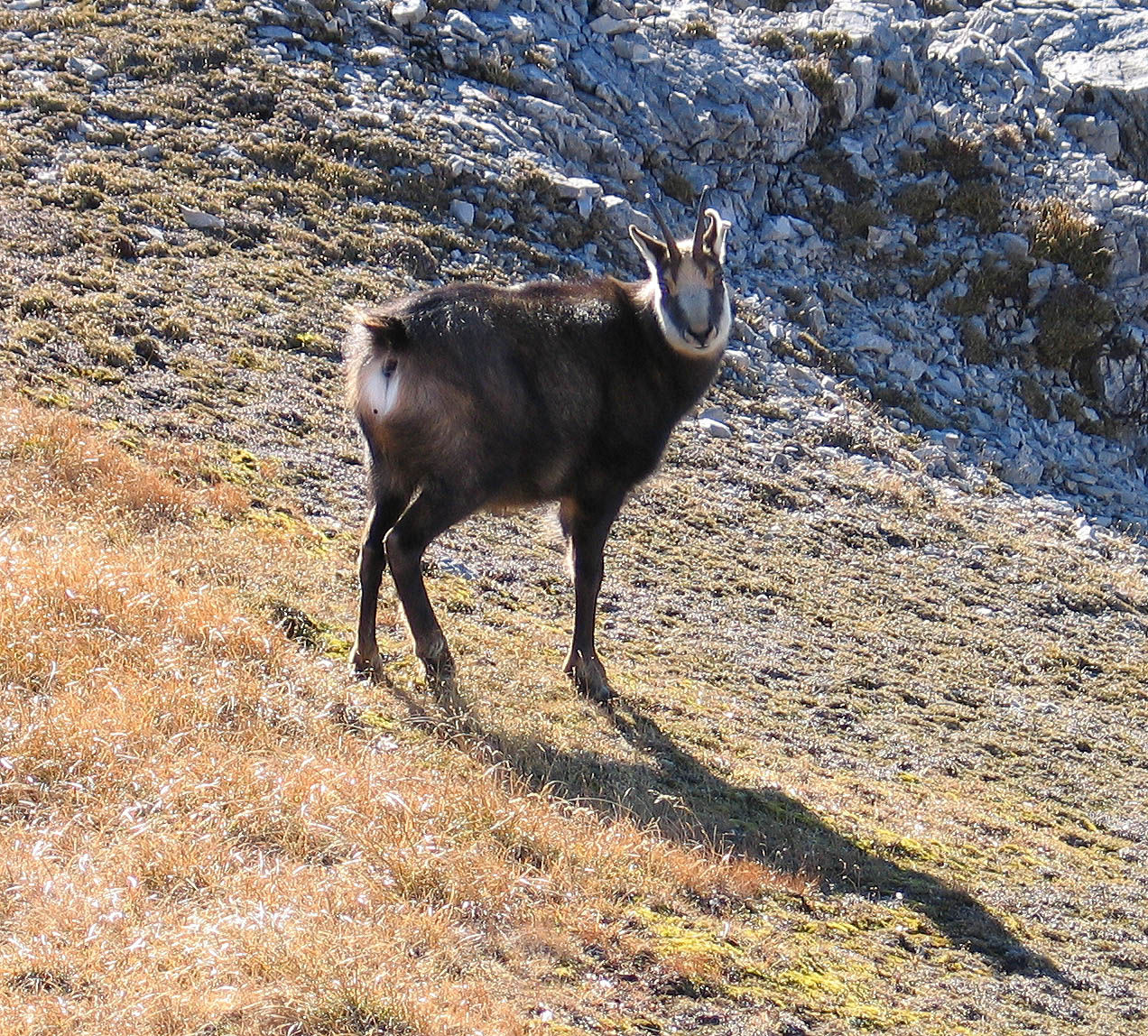
Gämse am Friederspitz in den Ammergauer Alpen

In den Nördlichen Ostalpen befinden sich drei Nationalparks.
Der Nationalpark Berchtesgaden liegt südlich des gleichnamigen Orts in Deutschland im Freistaat Bayern in den Berchtesgadener Alpen. Er wurde im Jahr 1978 gegründet und hat eine Fläche von 20.808 ha.
Der Nationalpark Kalkalpen liegt südlich von Steyr in Österreich im Bundesland Oberösterreich in den Oberösterreichischen Voralpen. Er wurde im Jahr 1997 gegründet und hat eine Fläche von 23.221 ha.
Der Nationalpark Gesäuse liegt bei Admont in Österreich im Bundesland Steiermark in den Ennstaler Alpen. Er wurde im Jahr 2002 gegründet und hat eine Fläche von 11.052 ha.

### Biosphärenreservate
In den Nördlichen Ostalpen befinden sich zurzeit drei Biosphärenreservate.
Das Biosphärenreservat Großes Walsertal umfasst das gleichnamige Tal mit der umgebenden Bergwelt in Österreich im Bundesland Vorarlberg in Teilen des Bregenzerwaldgebirges und des Lechquellengebirges. Die Gesamtfläche beträgt 19.200 ha. Davon befinden sich 4.010 ha in den Kernzonen, 12.366 ha in den Pufferzonen und 2.824 ha in der Entwicklungszone.
Das Biosphärenreservat Berchtesgadener Alpen umfasst größere Teil der Berchtesgadener Alpen in Deutschland im Freistaat Bayern. Die Gesamtfläche beträgt 46.742 ha. Davon befinden sich 16.982 ha in der Kernzone (Nationalpark Berchtesgaden), 3.835 ha in der Pufferzone und 25.925 ha in der Entwicklungszone.
Der Biosphärenpark Wienerwald umfasst seit 2005 weite Teile des Wienerwalds westlich von Wien.

## Tourismus

### Fern-/Weitwanderwege
Die Via Alpina, ein grenzüberschreitender Weitwanderweg mit fünf Teilwegen durch die ganzen Alpen, verläuft auch durch die Nördlichen Ostalpen
- Der Rote Weg der Via Alpina erreicht die Nördlichen Ostalpen bei Schwaz im Inntal. Er verläuft durch das Karwendel, das Wetterstein, die Mieminger Kette, die Lechtaler Alpen, die Allgäuer Alpen, das Lechquellengebirge und das Bregenzerwaldgebirge bis Feldkirch, wo er die Nördlichen Ostalpen verlässt.
- Der Gelbe Weg der Via Alpina erreicht die Nördlichen Ostalpen bei Zams am Inn. Er verläuft durch die Lechtaler Alpen und die Allgäuer Alpen, wo er in Oberstdorf endet.
- Der Violette Weg der Via Alpina erreicht die Nördlichen Ostalpen bei Trieben. Er verläuft durch die Ennstaler Alpen, das Tote Gebirge, die Salzkammergut-Berge, das Dachsteingebirge, das Tennengebirge, die Berchtesgadener Alpen, die Chiemgauer Alpen, die Bayerischen Voralpen, die Ammergauer Alpen und die Allgäuer Alpen, wo er in Oberstdorf endet.

Der europäische Fernwanderweg E5 (Atlantik – Bodensee – Alpen – Adria) erreicht die Nördlichen Ostalpen bei Bregenz. Er führt durch die Allgäuer Alpen und die Lechtaler Alpen bis Zams im Inntal, wo er in die Zentralalpen übertritt.

### Bergbahnen

#### Zahnradbahnen
In den Nördlichen Ostalpen gibt es fünf Zahnradbahnen.
- Die Bayerische Zugspitzbahn befindet sich in Bayern im Wettersteingebirge.
- Die Wendelsteinbahn befindet sich in Bayern in den Bayerischen Voralpen.
- Die Achenseebahn befindet sich in Tirol am Rand des Rofangebirges.
- Die Schafbergbahn befindet sich im Bundesland Salzburg in den Salzkammergut-Bergen.
- Die Schneebergbahn führt auf den höchsten niederösterreichischen Berg, den Schneeberg.